# Nicolas Fink
 (août 2024).
Si vous disposez d'ouvrages ou d'articles de référence ou si vous connaissez des sites web de qualité traitant du thème abordé ici, merci de compléter l'article en donnant les références utiles à sa vérifiabilité et en les liant à la section « Notes et références ».
Pour les articles homonymes, voir Fink.
Nicolas Fink dit  Nic Fink, né le 3 juillet 1993 à Morristown, est un nageur américain, spécialiste de la brasse.
Il s'illustre au début des années 2020 en brasse avec plusieurs titres dans cette spécialités, en petit comme en grand bassin, et participe dans les relais américains quatre fois quatre nages. Fink est en 2022 l'actuel détenteur du record américain de brasse en petit bassin sur les trois distances 50, 100 et 200 mètres.

## Palmarès

### Jeux olympiques
- Jeux olympiques d'été de 2024 à Paris,  France :
  -  Médaille d'or du relais 4 x 100 m quatre nages mixte.
  -  Médaille d'argent du 100 m brasse.
  -  Médaille d'argent du relais 4 x 100 m quatre nages.

### Championnats du monde
- 2022 à Budapest,  Hongrie
  -  Médaille d'or du 50 m brasse
  -  Médaille d'or du relais 4 × 100 m quatre nages mixte
  -  Médaille d'argent du relais 4 × 100 m quatre nages
  -  Médaille de bronze du 100 m brasse

- 2023 à Fukuoka,  Japon
  -  Médaille d'or du relais 4 × 100 m quatre nages
  -  Médaille d’argent du 50 m brasse
  -  Médaille d’argent du 100 m brasse
  -  Médaille de bronze du relais 4 × 100 m quatre nages mixte

- 2024 à Doha,  Qatar
  -  Médaille d’or du 100 m brasse
  -  Médaille d’or du relais 4 × 100 m quatre nages
  -  Médaille d’or du relais 4 × 100 m quatre nages mixte
  -  Médaille de bronze du 50 m brasse
  -  Médaille de bronze du 200 m brasse

### Championnats du monde en petit bassin
- 2021 à Abou Dabi,  Émirats arabes unis
  -  Médaille d'or du 50 m brasse
  -  Médaille d'or du 200 m brasse
  -  Médaille d'or du 4 × 50 m quatre nages
  -  Médaille d'argent du 4 × 50 m quatre nages mixte
  -  Médaille d'argent du 4 × 100 m quatre nages
  -  Médaille de bronze du 100 m brasse
- 2022 à Melbourne,  Australie
  -  Médaille d'or du 50 m brasse
  -  Médaille d'or du 100 m brasse
  -  Médaille d'or du 4 × 50 m quatre nages mixte
  -  Médaille d'or du 4 × 100 m quatre nages
  -  Médaille d'argent du 200 m brasse
  -  Médaille d'argent du 4 × 50 m quatre nages